# 헤인체 시몬스
헤인체 시몬스(Heintje Simons, 1955년 8월 12일 ~ )는 네덜란드의 가수이자 배우이다. 그는 보통적으로 대한민국 국내에서는 독일 민요 《Zwei kleine sterne(츠바이 클라이네 슈테르네(두 개의 작은 별))》라는 곡을 불러 대중적 히트한 가수로 널리 잘 알려져 있다.

## 같이 보기
- 빌럼 다윈
- 헤오르허 바케르
- 헤라르트 욜링